# Fanntang

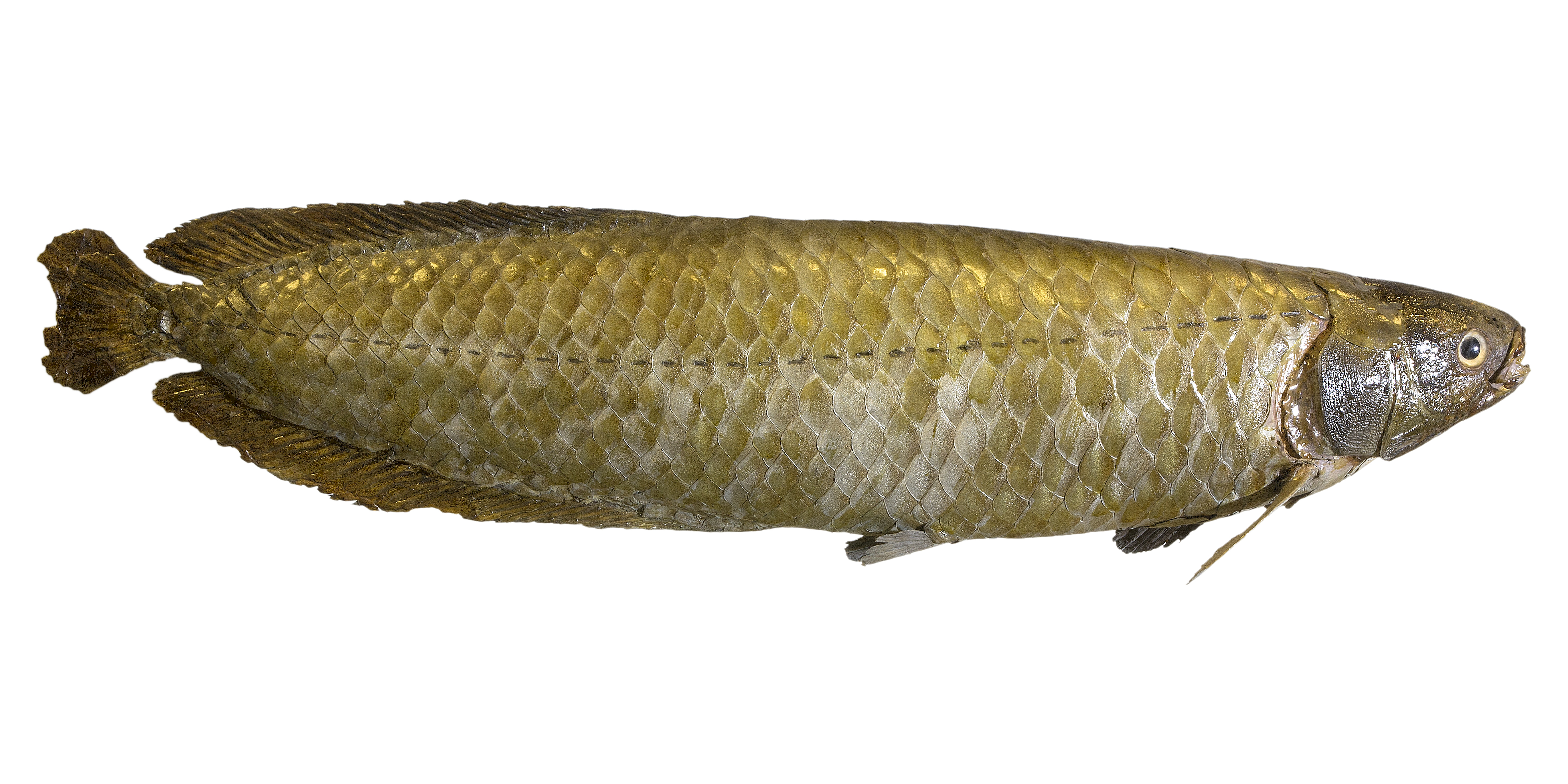
Heterotis niloticus

Fanntang (Heterotis niloticus) är en fiskart som först beskrevs av Cuvier 1829. Fanntang ingår i släktet Heterotis och familjen Arapaimidae. IUCN kategoriserar arten globalt som livskraftig. Inga underarter finns listade i Catalogue of Life.